# Neuhof (Michelau im Steigerwald)
Neuhof ist ein Gemeindeteil der Gemeinde Michelau im Steigerwald im unterfränkischen Landkreis Schweinfurt in Bayern.

## Geografische Lage
Der Weiler liegt in der Gemarkung Altmannsdorf im äußersten Norden des Michelauer Gemeindegebiets. Nördlich beginnt der Staatsforst Hundelshausen, der Berg Zabelstein liegt Neuhof am nächsten. Ebenso beginnt östlich das gemeindefreie Gebiet Hundelshausen. Im Süden, ebenfalls getrennt durch einen Ausläufer des Staatsforstes, ist der Michelauer Gemeindeteil Heinachshof zu finden. Im Südwesten erhebt sich Altmannsdorf, während im Westen das Gemeindegebiet von Donnersdorf mit der Gemarkung von Traustadt anfängt. Durch Neuhof führt der Fränkische Marienweg.

## Geschichte
Die Geschichte Neuhofs war lange Zeit von den Herren der Burg Zabelstein geprägt. Zunächst saßen hier die Herren von Scherenberg, ehe die Burganlage im 14. Jahrhundert an die Fürstbischöfe von Würzburg fiel. In unmittelbarer Umgebung des Neuhofs lagen auch die sogenannten Zabelsteiner Höfe, die heute verlassen sind. Diese Höfe waren ebenfalls von den Herren auf dem Zabelstein abhängig und wurden nach 1842 aufgegeben.

## Sehenswürdigkeiten
Trotz seiner geringen Größe weist der Neuhof eine Vielzahl an Baudenkmälern auf. Den Mittelpunkt des Dorfes bildet die katholische St. Anna-Kapelle. Sie wurde um 1900 errichtet und schließt mit einem polygonalen Chor ab. Ihr wurde ein kleiner Dachreiter aufgesetzt. Außerdem befindet sich ein Brunnen auf dem zentralen Dorfplatz. Er entstammt dem 18. Jahrhundert und besitzt ein kleines Brunnenhäuschen.
Aus dem Jahr 1701 stammt ein Bildstock, der auf der Flur „Ebene“ zu finden ist. Sein Aufsatz wurde mit einer Darstellung Christus als Weltenrichter verziert. Von den Zabelsteiner Höfen haben sich mehrere Kellergewölbe und eine Zisterne erhalten. Sie sind der Frühen Neuzeit zuzurechnen.